# Sisawan
Sisawan – wieś w Armenii, w prowincji Ararat. W 2011 roku liczyła 1841 mieszkańców.